# C/2023 P1
C/2023 P1 o C/2023 P1 (Nishimura) es un cometa no periódico descubierto por el astrónomo aficionado japonés Hideo Nishimura el 12 de agosto de 2023.

## Descubrimiento
El cometa fue descubierto por el astrónomo aficionado japonés Hideo Nishimura, el 12 de agosto de 2023, en el pueblo de Hirao, en la prefectura japonesa de Yamaguchi, mientras fotografiaba el cielo nocturno.
De hecho, Nishimura capturó imágenes del cometa el día anterior sin notar su presencia, por lo que también pre-descubrió a C/2023 P1.
Nishimura informó que el cometa presentaba una coma de 5 arcominutos de tamaño regular, observado en 3 exposiciones de 30 segundos obtenidas con su cámara Canon EOS 6D.

## Nombre
El cometa lleva el nombre C/2023 P1 (Nishimura), donde el prefijo «C/» indica una órbita no periódica, «2023» es el año de su descubrimiento, «P» es el medio mes de su descubrimiento (primera quincena de agosto), «1» por ser el primer objeto descubierto en ese período y «Nishimura» por el nombre de su descubridor, Hideo Nishimura.

## Historia
Tras ser observado por primera vez el 12 de agosto de 2023, C/2023 P1 (Nishimura) tenía una magnitud de 10,4 y en las imágenes capturadas el día anterior de su hallazgo, presentaba una magnitud de 10,6.
Tras la publicación de los datos por el Centro de Planetas Menores (MPC), y las diversas observaciones del objeto, confirmarían la naturaleza cometaria, con la presencia de una coma verdosa y una estrecha cola iónica.
Las primeras mediciones de brillo -tanto mediante fotografía como visualmente- entre los días 13 y 16 de agosto, se reportaba un brillo medio de magnitud 9,5.
De acuerdo a las observaciones disponibles actualmente, la magnitud absoluta del cometa estaría cerca de 8,2, que correspondería a la presencia de un núcleo de al menos 1 km de diámetro, con una probabilidad media de desintegración.

## Órbita
El cometa pasó por la órbita de la Tierra entre el 15 y el 16 de agosto, casi tres días después de ser descubierto y debido a lo rápido que viaja por el Sistema Solar, C/2023 P1 (Nishimura) pasará por la órbita de Venus el 27 de agosto, en su acercamiento al Sol.
El acercamiento más cercano a la Tierra será el 13 de septiembre, cuando se encuentre a 0,85 UA (127 158 154 km), y tendrá una magnitud estimada de 3,2 durante el perihelio.
Mientras, el perihelio al Sol será cinco días después, el 18 de septiembre, cuando pase a 0,22 UA de nuestra estrella (32 911 522 km).

## Visibilidad desde la Tierra
El cometa permanecerá siendo visible antes del amanecer a muy baja altura sobre el horizonte en el hemisferio norte hasta la primera semana de septiembre cuando tenga una magnitud de 6 y pueda ser visible con binoculares. A mediados de septiembre podría dejar de ser visible por baja elongación, siendo invisible el máximo acercamiento a la Tierra.
Desde el hemisferio sur, también es visible antes del amanecer a muy baja altura sobre el horizonte, hasta la primera semana de septiembre, cuando por baja elongación deje de ser visible. Esto significa que podría no ser visible el máximo acercamiento a la Tierra.

## Galería

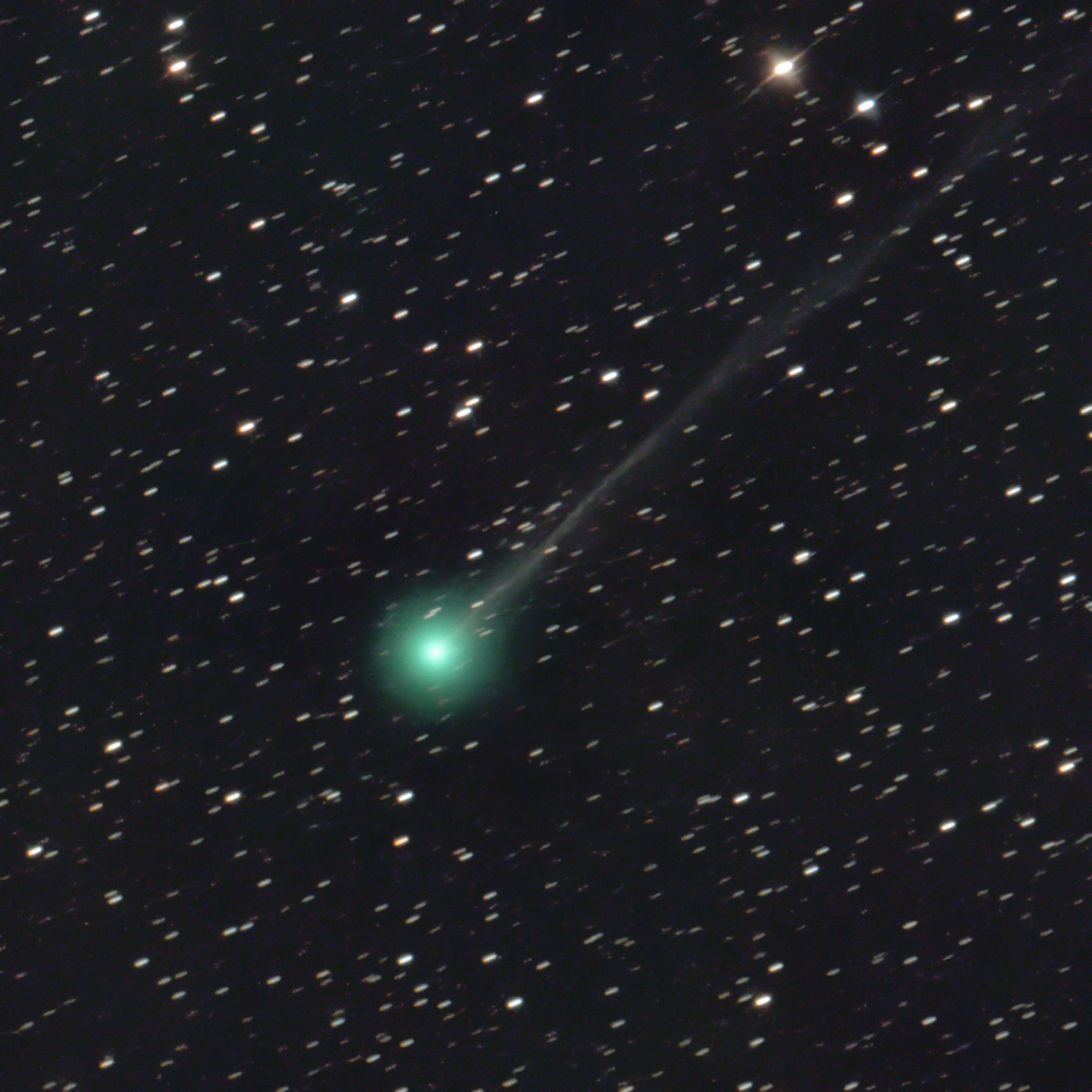